# Xpujil
Xpujil är en ort i Mexiko.   Den ligger i kommunen Calakmul och delstaten Campeche, i den östra delen av landet, 1 000 km öster om huvudstaden Mexico City. Xpujil ligger 248 meter över havet och antalet invånare är 3 984.
Terrängen runt Xpujil är platt. Runt Xpujil är det mycket glesbefolkat, med 2 invånare per kvadratkilometer. Xpujil är det största samhället i trakten. I omgivningarna runt Xpujil växer i huvudsak städsegrön lövskog.